# Ред Лейк (окръг, Минесота)
Окръг Ред Лейк (на английски: Red Lake County в превод Червено езеро) е окръг в щата Минесота, Съединени американски щати. Площта му е 1121 km², а населението - 4299 души (2000). Административен център е град Ред Лейк Фолс.